# Municipio de Eagle (condado de Sedgwick)
El municipio de Eagle (en inglés: Eagle Township) es un municipio ubicado en el condado de Sedgwick en el estado estadounidense de Kansas. En el año 2010 tenía una población de 1205 habitantes y una densidad poblacional de 12,88 personas por km².

## Geografía
El municipio de Eagle se encuentra ubicado en las coordenadas 37°51′51″N 97°32′27″O / 37.86417, -97.54083. Según la Oficina del Censo de los Estados Unidos, el municipio tiene una superficie total de 93.56 km², de la cual 92,14 km² corresponden a tierra firme y (1,53 %) 1,43 km² es agua.

## Demografía
Según el censo de 2010, había 1205 personas residiendo en el municipio de Eagle. La densidad de población era de 12,88 hab./km². De los 1205 habitantes, el municipio de Eagle estaba compuesto por el 90,79 % blancos, el 1,08 % eran afroamericanos, el 1,74 % eran amerindios, el 0,33 % eran asiáticos, el 4,56 % eran de otras razas y el 1,49 % eran de una mezcla de razas. Del total de la población el 9,38 % eran hispanos o latinos de cualquier raza.